# Sam Balter
Samuel "Sam" Balter Jr (Detroit, 15 de outubro de 1909 - Los Angeles, 8 de agosto de 1998) é um ex-basquetebolista estadunidense que fez parte da equipe que conquistou a Medalha de Ouro nas XI Jogos Olímpicos de Verão realizados em Berlim na Alemanha nazista.

## Carreira
Sam Balter era o capitão do time de basquetebol da UCLA no final dos anos 20 e atuava como amador numa equipe mantida pelo Universal Studios pois durante a Grande Depressão a prática do basquetebol profissional era inexistente. Sua carreira foi curta e prosseguiu como professor e treinador do esporte, mas foi como locutor esportivo de rádios na área de Sul de Los Angeles que ele ficou mais conhecido, tanto que a Variety em 1945 o elegeu como o melhor comentarista. Foi também o primeiro comentarista a fazer costa a costa os Estados Unidos e culminou com a indicação ao Hall da Fama do Basquete em 1970.

## Estatísticas na Seleção Estadunidense
| Evento      | Idade | Fase      | Resultado     | Data       | Pts |
| ----------- | ----- | --------- | ------------- | ---------- | --- |
| Berlim 1936 | 26    | 2ª Fase   | EUA 52X28 EST | 09/08/1936 | 7   |
| Berlim 1936 | 26    | Semifinal | EUA 25X10 MEX | 13/08/1936 | 10  |